# Z deníku kocoura Modroočka
Z deníku kocoura Modroočka je kniha Josefa Koláře z roku 1965. Základem knihy byly Modroočkovy příběhy vyprávěné rozhlasovým Hajajou v roce 1962.
Kniha psaná formou deníku podává různé příhody ze života v podání siamského kocourka Modroočka. Jednotlivé dny jsou uvedeny např. jako Den kvetoucích růží. Kniha vyšla v mnoha vydáních. Ilustrace jsou od Heleny Zmatlíkové.

## Děj
Modroočko vypráví, jak žije se svým dvounožcem (člověkem), seznamuje se s toulavou kočkou Zelenoočkou či moudrým kocourem Bělovousem Zrzundou. Učí se lézt na stromy a účastní se kočičího zpěvu.
Když si jeho člověk pořídí Bleděmodrou (auto), odjede i s kocourkem na chatu na venkov. Zde se Modroočko seznamuje s krtkem, ježkem či zajícem; loveckým psem Fouskem a zlým kocourem Žluťákem. Jednoho dne jeho pán zachrání siamskou kočičku Kiki. Kvůli ní se Modroočko střetne se Žluťákem a porazí jej. Vyprávění končí po návratu do města, kdy se Kiki narodí koťátka.

## Adaptace

### Film
- Pětidílný loutkový seriál Z deníku kocoura Modroočka z let 1974-6, mluví Karel Höger, režie Hermína Týrlová

### Audio
- Z deníku kocoura Modroočka (1962) Původní rozhlasová četba na pokračování, čte Vlastimil Brodský
- Z deníku kocoura Modroočka (1975), vydala knihovna pro nevidomé, čte Vlastimil Brodský[1]
- Kocourek Modroočko (1999), dramatizace se zpěvy. Účinkují Martin Dejdar, Lucie Bílá, Ondřej Havelka, Jiří Schmitzer, Marek Eben, Miroslav Vladyka, Jitka Schneiderová a Vladimír Kratina [2]
- Z deníku kocoura Modroočka (2011), čte Viktor Preiss[3]
- Z deníku kocoura Modroočka(2015), čte Arnošt Goldflam